# Јубанк (Кентаки)
Јубанк (енгл. Eubank) град је у америчкој савезној држави Кентаки.

## Демографија
По попису из 2010. године број становника је 319, што је 39 (-10,9%) становника мање него 2000. године.
| Група             | 2000.       | 2010.       |
| Белци             | 350 (97,8%) | 291 (91,2%) |
| Афроамериканци    | 0 (0,0%)    | 5 (1,6%)    |
| Азијати           | 0 (0,0%)    | 0 (0,0%)    |
| Хиспаноамериканци | 0 (0,0%)    | 14 (4,4%)   |
| Укупно            | 358         | 319         |